# Dianthus sajanensis
Dianthus sajanensis är en nejlikväxtart som först beskrevs av Baikov, och fick sitt nu gällande namn av Czepinoga. Dianthus sajanensis ingår i släktet nejlikor, och familjen nejlikväxter. Inga underarter finns listade i Catalogue of Life.